# Elsnig
Elsnig är en kommun och ort i Landkreis Nordsachsen i förbundslandet Sachsen i Tyskland. Kommunen har cirka 1 400 invånare.
Kommunen ingår i förvaltningsområdet Dommitzsch tillsammans med kommunerna Dommitzsch och Trossin.